# Paracontias minimus
Espèce
Synonymes
- Cryptoposcincus minimus Mocquard, 1906

Statut de conservation UICN

 CR B1ab(iii) : 
En danger critique
Paracontias minimus est une espèce de sauriens de la famille des Scincidae.

## Répartition
Cette espèce est endémique de la province de Diego-Suarez à Madagascar.

## Publication originale
- Mocquard, 1906 : Description de quelques reptiles et d’un batracien d’espèces nouvelles. Bulletin du Museum national d'histoire naturelle, vol. 12, p. 247-253 (texte intégral).